# 13514 Mikerudenko
13514 Mikerudenko è un asteroide della fascia principale. Scoperto nel 1990, presenta un'orbita caratterizzata da un semiasse maggiore pari a 2,3426623 UA e da un'eccentricità di 0,2172205, inclinata di 6,88514° rispetto all'eclittica.